# Sericita
Sericita é um município brasileiro do estado de Minas Gerais. De acordo com o censo realizado em 2022 sua população era de 7 345 habitantes.

## História
Sericita, antigo distrito criado em 1900 ou 1901 com a denominação Santana da Pedra Bonita (até 1923, de 1923 a 1943: Itaporanga) e subordinado ao município de Abre-Campo, tornou-se município pela lei estadual nº 2764 de 30 de dezembro de 1962.

## Geografia
Terceiro produtor de café, leite e gado de corte de sua microrregião econômica, o município está na Zona da Mata, em pleno maciço da Cordilheira do Espinhaço, sendo a Serra do Cantagalo sua principal elevação com 1970 m de altitude, Sericita também pertende ao Parque Estadual Serra do Brigadeiro, e à Bacia do Rio Doce, e o Ribeirão Santana, que banha a sede municipal, é o principal em sua hidrografia.
Tem 194 quilômetros quadrados de área, e dista 274 quilômetros de Belo Horizonte. Santa Rita é a padroeira.

### Fauna e flora
A vegetação que predomina na região de Sericita é a Mata Atlântica.[carece de fontes?]